# Aldrin (månekrater)
Aldrin er et nedslagskrater på Månen, som ligger på Månens forside, omkring 50 kilometer nordvest for det sted, hvor Apollo 11 landede. Det er opkaldt efter astronauten Buzz Aldrin og er det vestligste af tre kraterere, som er opkaldt efter de tre medlemmer af Apollo 11-besætningen. Ca. 30 km mod øst ligger landingsstedet for Surveyor 5-månesonden.
Navnet blev officielt tildelt af den Internationale Astronomiske Union (IAU) i 1970. 

## Måneatlas
- Billeder af Aldrinkrateret i LPI-måneatlasset